# Danylo Sapunov
Danylo Sapunov est un triathlète professionnel ukrainien, né le 5 avril 1982 à Zaporijia en Ukraine.

## Biographie
Il fait partie de l'équipe d'Ukraine de triathlon  et participe aux Jeux olympiques d'été de 2004, de 2008 et de 2012. Il a terminé la saison 2012 comme le triathlète européen le mieux classé pour la deuxième année consécutive. Les classements européens sont cumulatifs et reflètent les résultats de l'ensemble de la coupe d'Europe, les courses de coupe d'Europe premium et championnats d'Europe en 2012, ainsi qu'un pourcentage de points de la saison précédente
Il évolua entre 2012 et 2016 au Groupe Triathlon Vesoul Haute-Saone.

## Palmarès
Le tableau présente les résultats les plus significatifs (podium) obtenus sur le circuit international de triathlon depuis 2002,.
| Année | Compétition                                       | Pays         | Position | Temps           |
| ----- | ------------------------------------------------- | ------------ | -------- | --------------- |
| 2014  | Coupe d'Europe - l'étape sprint de Dnepropetrovsk | Ukraine      |          | 0 h 53 min 33 s |
| 2012  | Classement général de la Coupe d'Europe           |              |          |                 |
| 2012  | Triathlon de Gérardmer M                          | France       |          | 2 h 8 min 48 s  |
| 2012  | Ironman 70.3 Taïwan                               | Taïwan       |          | 4 h 2 min 15 s  |
| 2011  | Classement général de la Coupe d'Europe           |              |          |                 |
| 2008  | Coupe d'Europe - l'étape d'Eğirdir                | Turquie      |          | 1 h 49 min 49 s |
| 2008  | Coupe d'Asie - l'étape de Burabay                 | Kazakhstan   |          | 1 h 55 min 25 s |
| 2008  | Coupe d'Asie - l'étape de Seorak                  | Corée du Sud |          | 1 h 49 min 33 s |
| 2007  | Coupe d'Asie - l'étape de Hong Kong               | Hong Kong    |          | 2 h 0 min 20 s  |
| 2007  | Coupe d'Asie - l'étape de Burabay                 | Kazakhstan   |          | 1 h 50 min 0 s  |
| 2007  | Coupe d'Asie - l'étape de Jiayuguan               | Chine        |          | 1 h 49 min 51 s |
| 2007  | Coupe d'Asie - l'étape de Jinzhou                 | Chine        |          | 1 h 53 min 45 s |
| 2007  | Coupe d'Asie - l'étape de Sokcho                  | Corée du Sud |          | 1 h 51 min 12 s |
| 2006  | Coupe d'Asie - l'étape de Burabay                 | Kazakhstan   |          | 1 h 48 min 30 s |
| 2006  | Coupe d'Asie - l'étape de Jinzhou                 | Chine        |          | 1 h 51 min 6 s  |
| 2006  | Coupe d'Asie - l'étape de Yicheng                 | Chine        |          | 1 h 51 min 52 s |
| 2002  | Coupe d'Europe - l'étape d'Alanya                 | Turquie      |          | 1 h 51 min 57 s |
| 2002  | Coupe d'Europe - l'étape de Belgrade              | Serbie       |          | 1 h 49 min 34 s |

## Voir Aussi